# Châteaubourg (Ille-et-Vilaine)
Châteaubourg (bretonisch Kastell-Bourc'h; Gallo Chastèu-Bórg) ist eine französische Stadt mit 7523 Einwohnern (Stand 1. Januar 2022) im Département Ille-et-Vilaine in der Region Bretagne. Sie gehört zum Kanton Châteaugiron im Arrondissement Fougères-Vitré. Die Stadt erhielt seinen Namen von einem Burgschloss, das hier die Überquerung des Flusses Vilaine vom 11. bis 15. Jahrhundert beherrschte. Auf dessen Ruinen wurde 1893 die Kirche St. Pierre errichtet. Zur Stadt gehören auch die Dörfer Saint-Melaine und Broons-sur-Vilaine.

## Geografie
Die Stadt Châteaubourg liegt auf halbem Weg zwischen den Städten Rennes und Vitré am Fluss Vilaine. Sie wird von der autobahnartig ausgebauten Route nationale 157 und der Bahnstrecke Paris–Brest an den überregionalen Verkehr angebunden. Aufgrund der verkehrsgünstigen Lage wuchs die Bevölkerung in 20 Jahren um 60 % (1988–2008). 
Es gibt in der Stadt vier Wassermühlen und eine Windmühle sowie ein Schloss aus dem 17. Jahrhundert, das Château de la Fontanelle.

### Nachbargemeinden
Die Nachbargemeinden von Châteaubourg sind:
|                    | La Bouëxière                                | Marpiré                |
| Servon-sur-Vilaine | Kompassrose, die auf Nachbargemeinden zeigt | Saint-Jean-sur-Vilaine |
|                    | Domagné                                     | Saint-Didier           |

## Bevölkerungsentwicklung
| Jahr                       | 1962 | 1968 | 1975 | 1982 | 1990 | 1999 | 2006 | 2012 | 2020 |
| Einwohner                  | 1613 | 1880 | 2937 | 3526 | 4056 | 4877 | 5535 | 6310 | 7516 |
| Quellen: Cassini und INSEE |      |      |      |      |      |      |      |      |      |

## Verkehr
Châteaubourg hat einen Bahnhof an der Bahnstrecke Paris–Brest, der im Regionalverkehr mit TER-Zügen von und nach Rennes und Laval bedient wird.

## Sehenswürdigkeiten
- Kirche Saint-Pierre, Monument historique
- Kirche Saint-Melaine im gleichnamigen Ortsteil
- Kirche Saint-Martin im Ortsteil Broons-sur-Vilaine

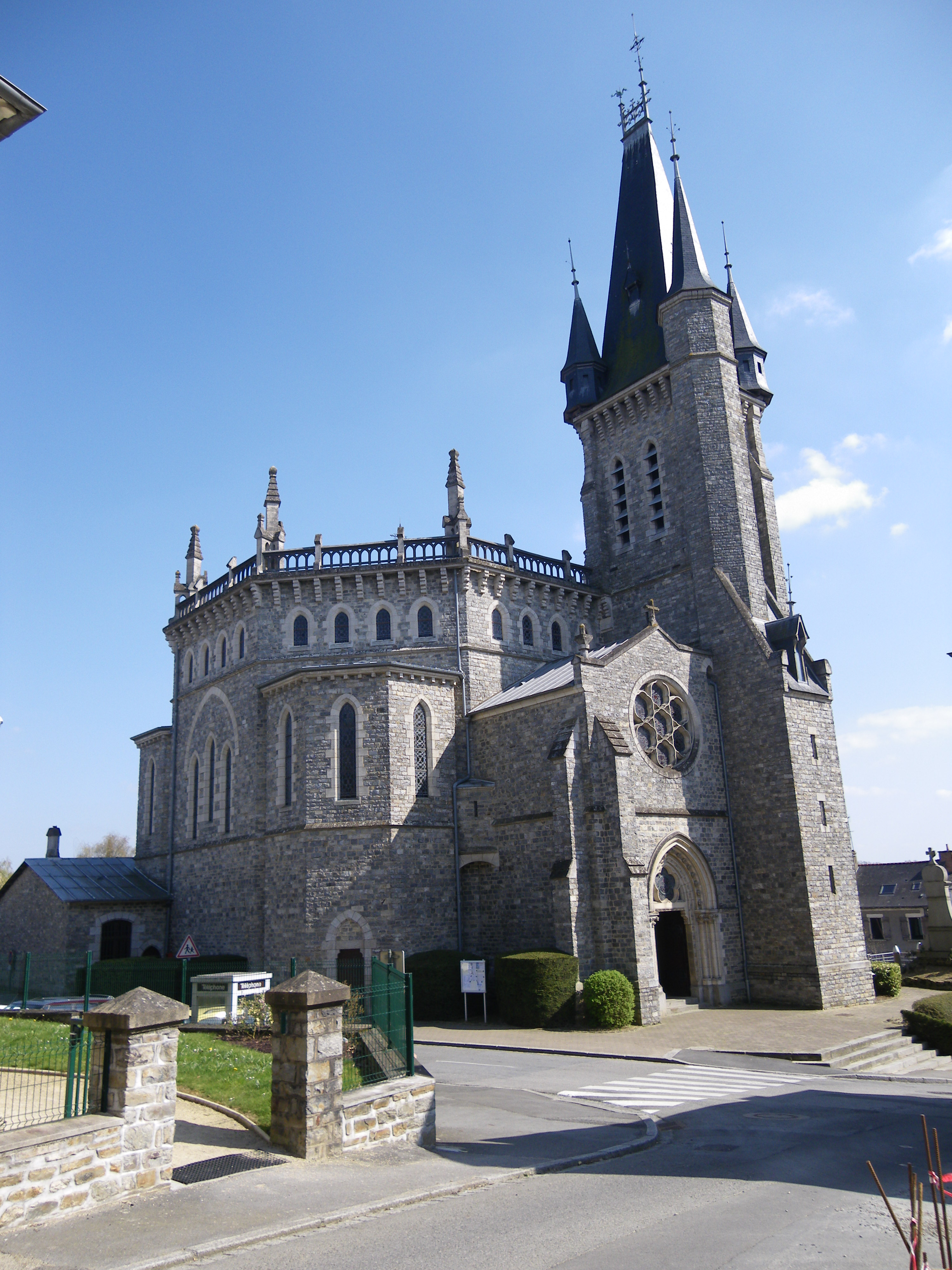
Kirche Saint-Pierre
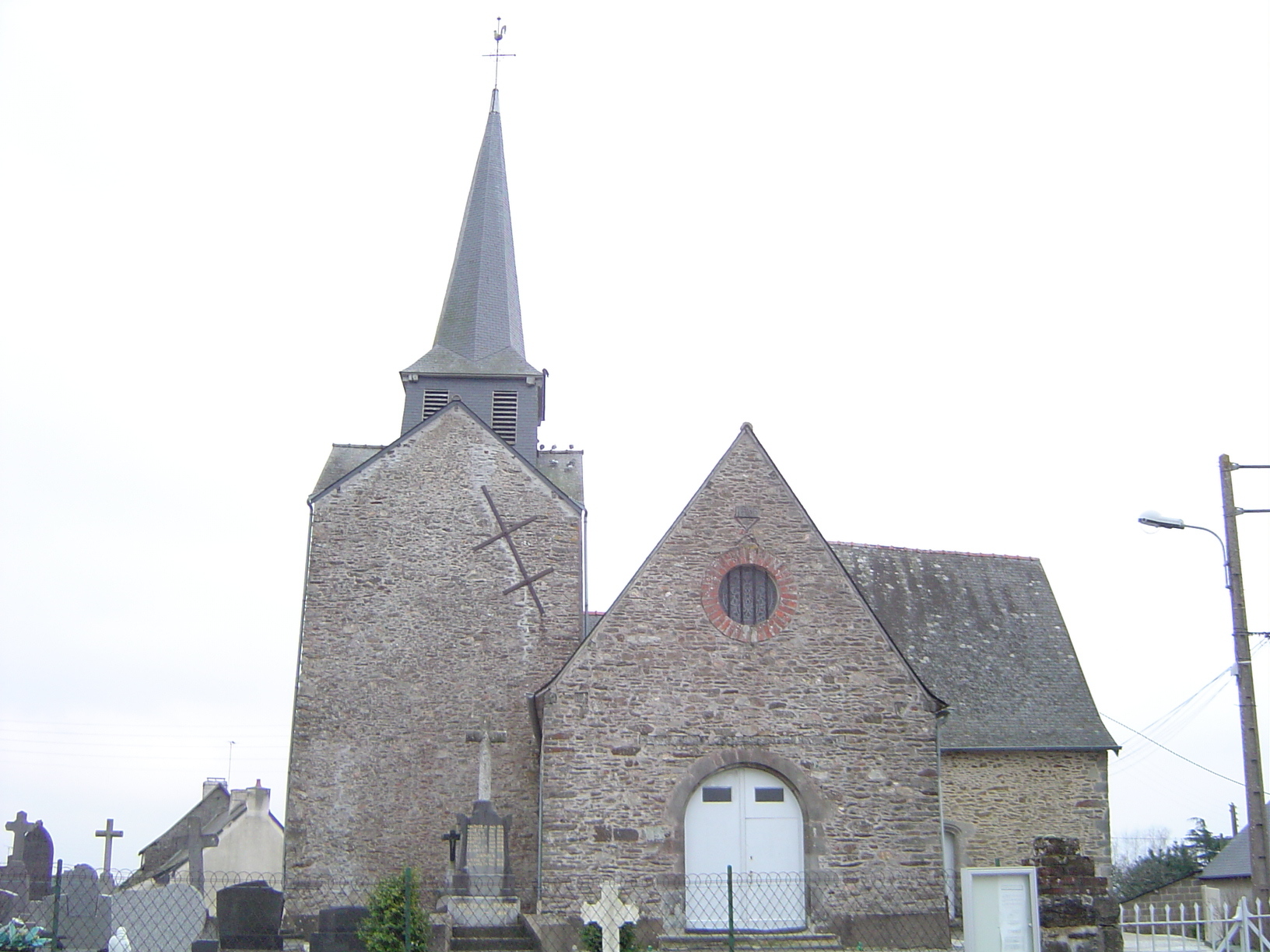
Kirche Saint-Melaine
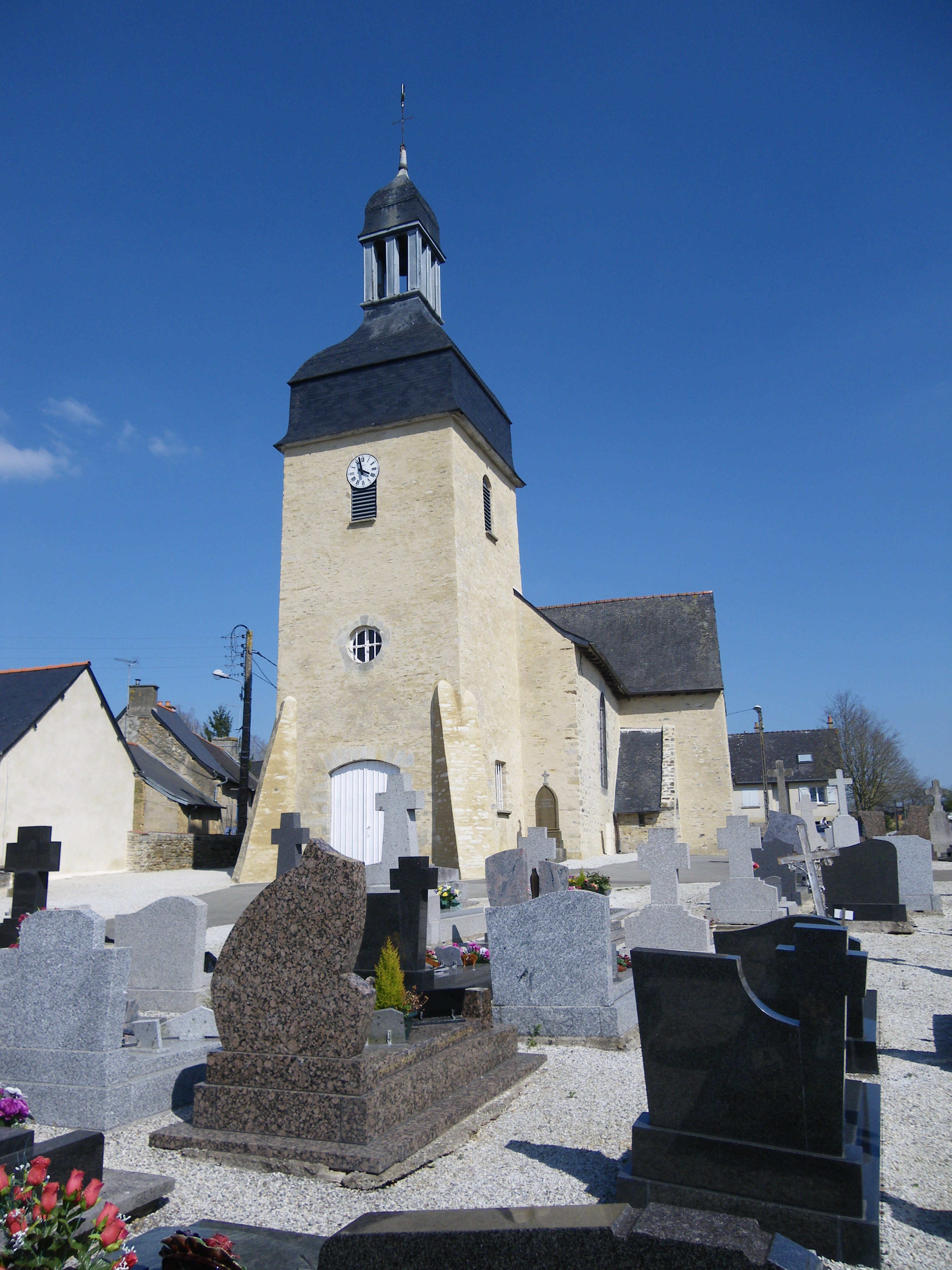
Kirche Saint-Martin in Broons-sur-Vilaine
Ehemaliges Rathaus
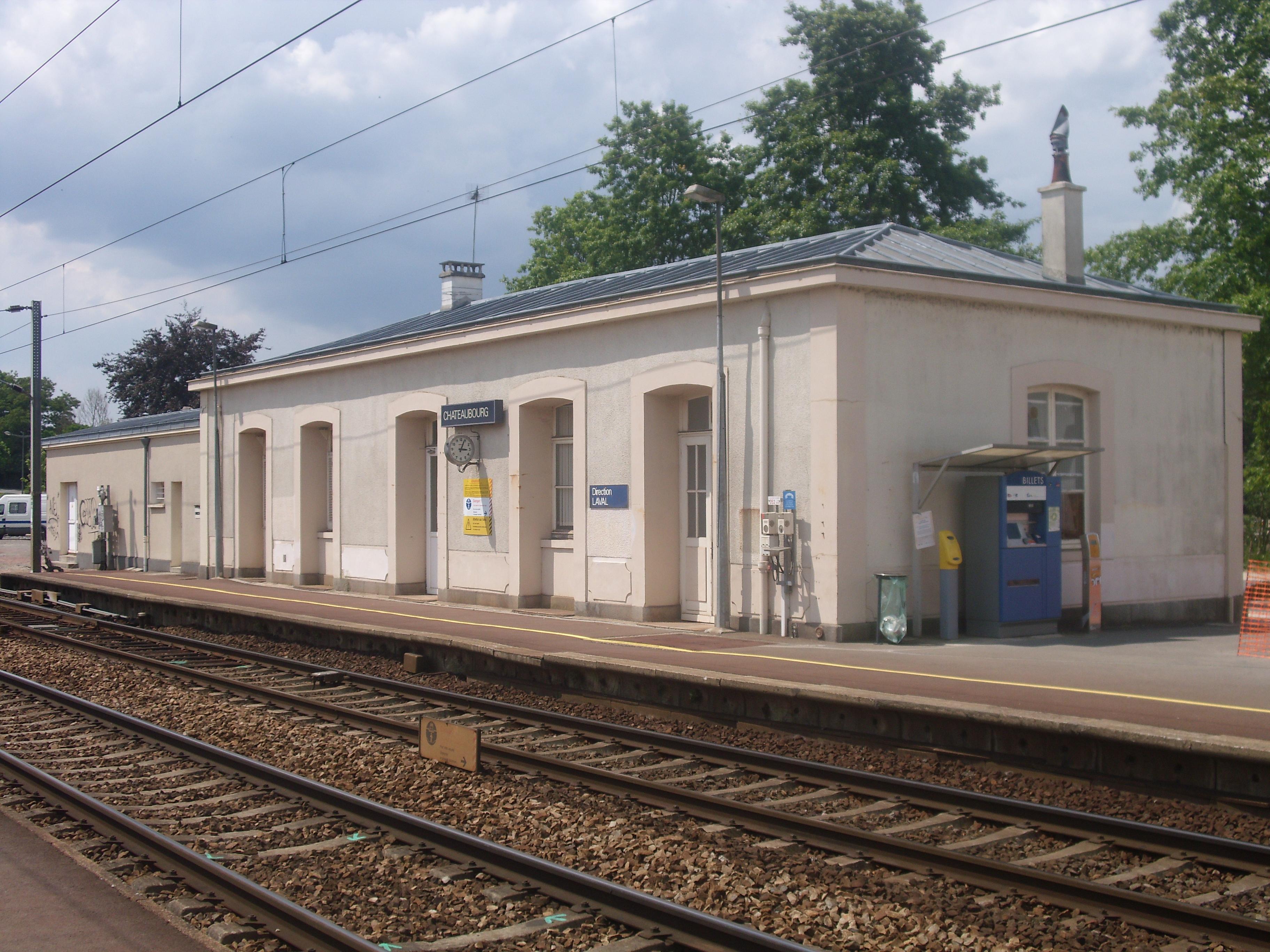
Bahnhof
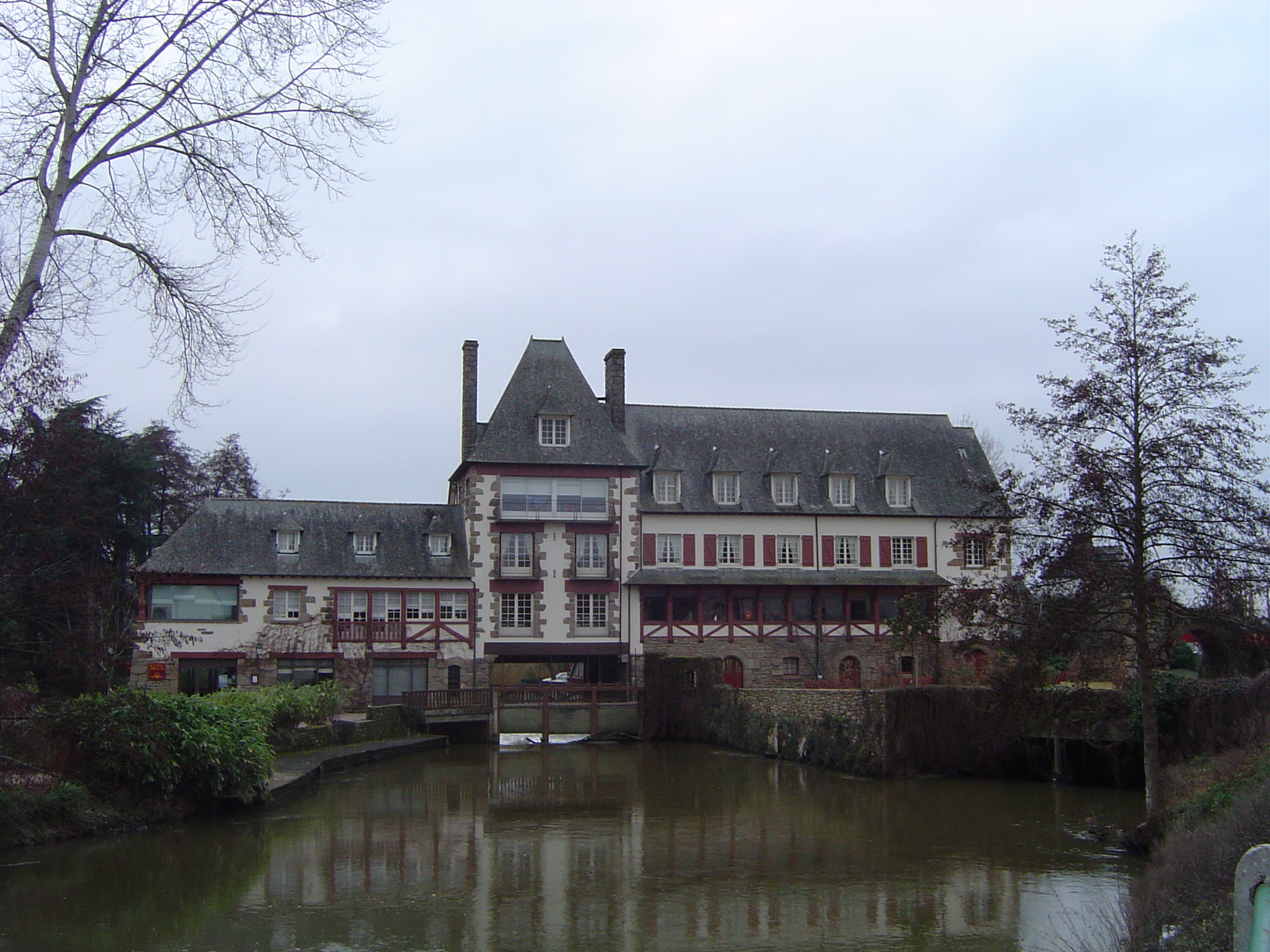
Hotel „Ar Milin“, ehemalige Wassermühle
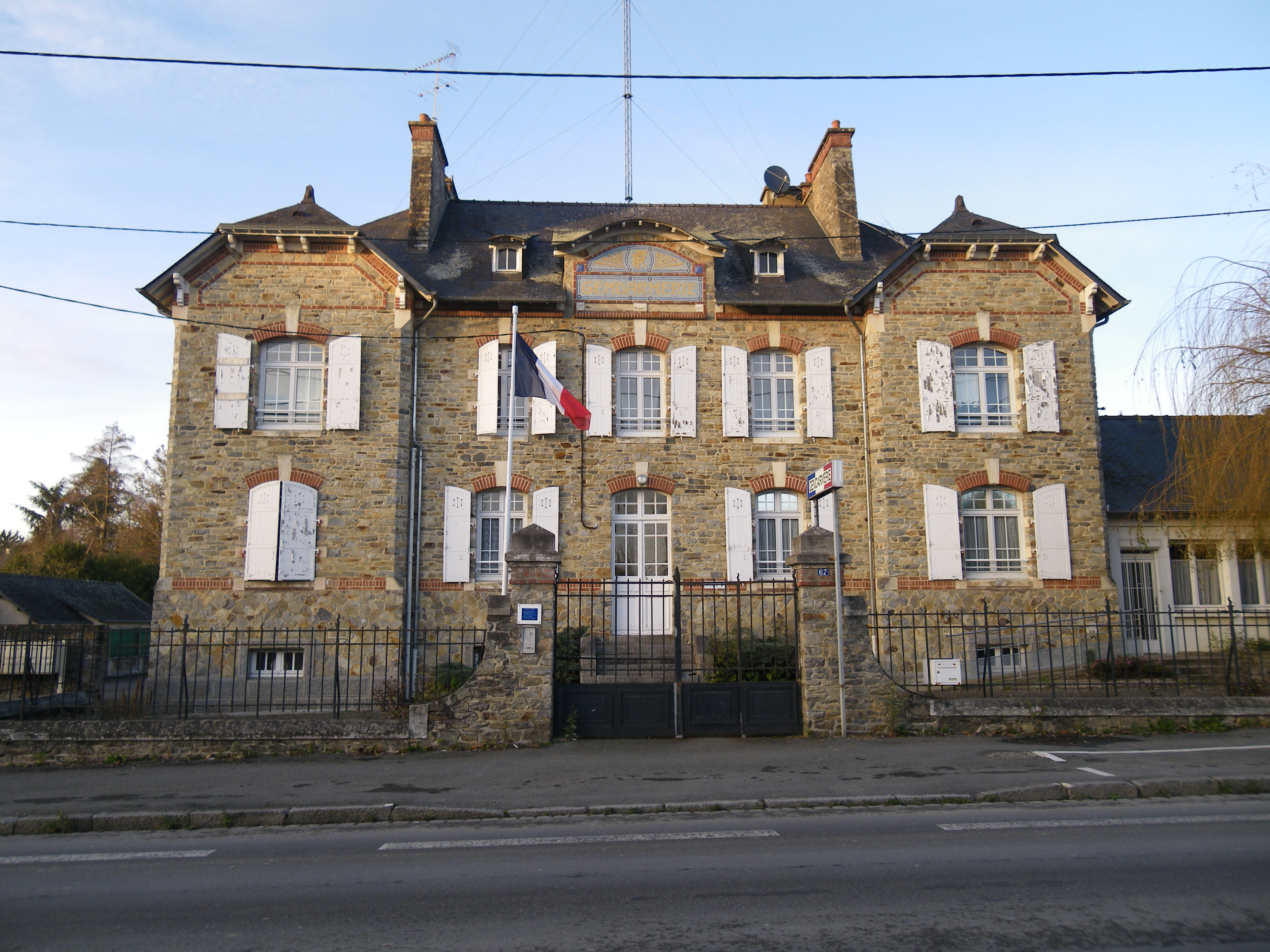
Gendarmerie

## Partnergemeinde

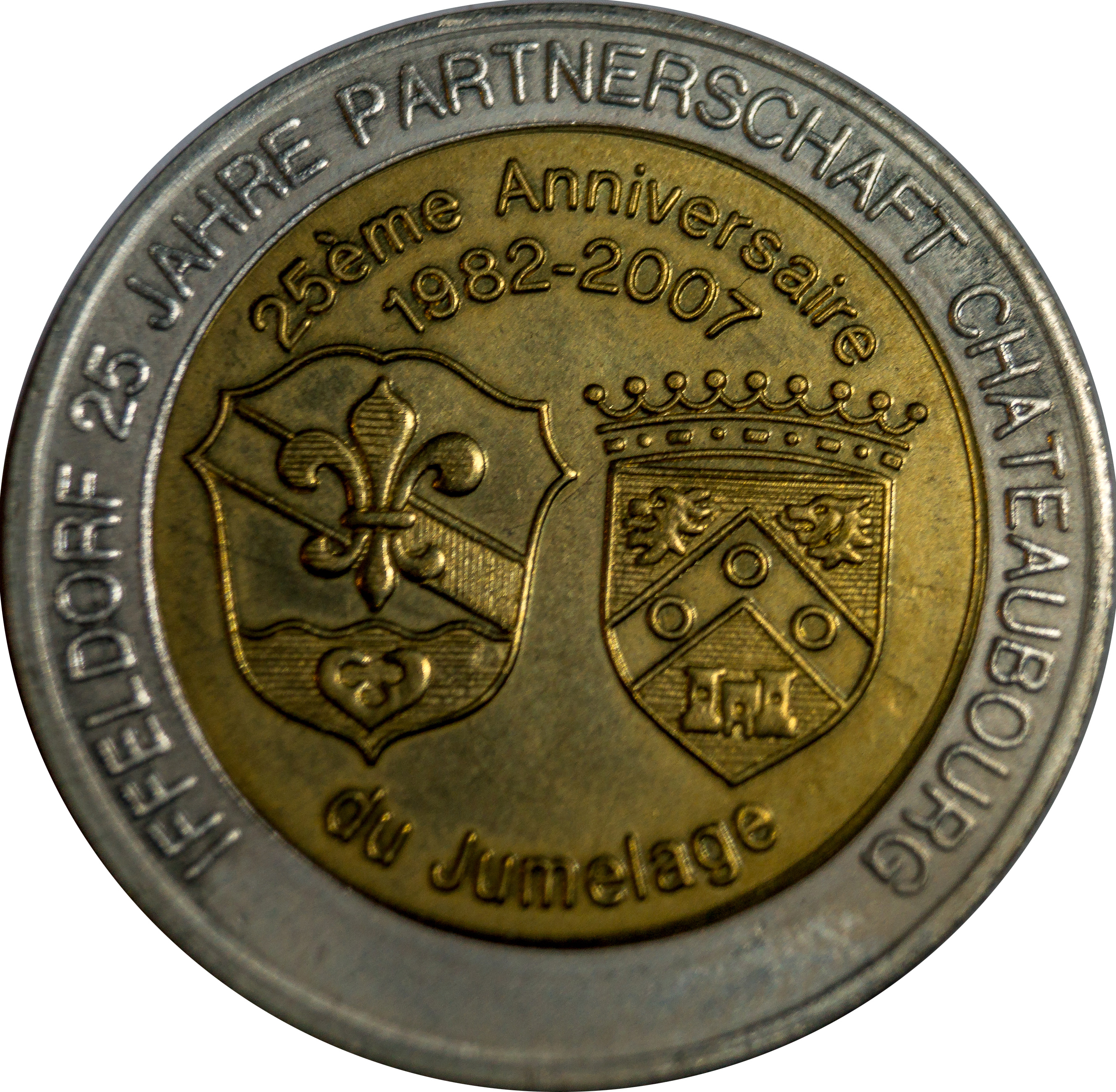
Medaille zum 25-jährigen Partnerschaftsjubiläum – Avers

- Iffeldorf, Bayern, Deutschland (seit 1982)

## Bildung
Es bestehen folgende Bildungseinrichtungen:
- École maternelle primaire:
  - Privatschule Saint-Joseph
  - Privatschule Saint-Melaine
  - Schule Charles-de-Gaulle
  - Schule du Plessis
- Collège:
  - Privatschule Saint-Joseph
  - Schule Pierre-Oliver-Malherbe
  - Centre d’éducation des Rochers